# 비너스의 탄생 (카바넬)
《비너스의 탄생》(프랑스어: Naissance de Vénus, 영어: The Birth of Venus)은 프랑스 화가 알렉상드르 카바넬의 그림이다. 이 작품은 1863년에 그려졌으며, 현재 파리의 오르세 미술관에 소장되어 있다. 약 1864년경에 제작된 두 번째, 더 작은 버전(85 x 135.9 cm)은 다헤시 미술관에 소장되어 있다. 세 번째 버전(106 x 182.6 cm)은 1875년에 제작되었으며, 뉴욕 메트로폴리탄 미술관에 소장되어 있다.
1863년 파리 살롱에서 큰 성공을 거둔 이 작품은 즉시 나폴레옹 3세가 자신의 개인 소장품으로 구입했다. 같은 해, 카바넬은 파리 보자르의 교수로 임명되었다.
카바넬은 관능적이면서도 고전적인 이미지를 결합하여 상류층 사회의 취향에 호소했다. 미국의 미술사학자이자 큐레이터인 로버트 로젠블룸은 카바넬의 《비너스의 탄생》에 대해 “이 비너스는 고대의 여신과 현대의 꿈 사이 어딘가에 떠 있다”고 표현했다. 그는 또한 “겉으로는 감긴 것처럼 보이지만 자세히 보면 깨어 있는 그녀의 눈의 모호함”을 언급하며 “자는 것처럼도 깨어 있는 것처럼도 보일 수 있는 누드는 남성 관람객에게 특히 도전적이다”고 묘사했다.

## 배경 및 설명
1863년 살롱에서 《비너스의 탄생》은 수많은 여성 누드화 중 하나였다. 오팔 빛 색조로 빛나는 이 작품 속 여신 비너스는 팔꿈치 안쪽 너머로 부끄럽게 관객을 바라본다. 2년 후, 에두아르 마네는 그의 유명한 작품 《올랭피아》를 같은 살롱에 출품했다. 오늘날 두 작품 모두 오르세 미술관에 소장되어 있다. 비너스의 몽환적인 색조와 달리, 마네는 올랭피아를 창백하고 평온한 피부색으로 그렸고, 인물을 짙게 윤곽선으로 강조했다. 그녀가 취하는 유일한 겸손한 제스처는 손으로 다리를 가리는 것이지만, 이는 수줍음 때문이 아니라 대가를 지불해야만 볼 수 있다는 암시다. 제임스 루빈(James Rubin)은 두 작품에 대해 다음과 같이 썼다: “올랭피아는 종종 카바넬의 《비너스의 탄생》과 비교된다. 후자가 신화적 외양에도 불구하고 훨씬 더 성적으로 매혹적인 작품이기 때문이다... 마네의 여성 누드에 대한 비신화화는 당대 현실을 상기시키는 시의적절한 경고였음이 분명하다.”
카바넬은 비너스의 편안한 자세와 졸린 듯한 표정을 통해 인격적 면모를 은밀하게 표현했다. 제나마리 뉴베리(Jenna-Marie Newberry)는 비너스에 대해 “《비너스의 탄생》에서 사용된 가장 밝은 색조는 휴식의 가벼움과 깨달음을 암시하며, 비스듬히 누운 누드의 평온한 태도와 순결함을 더욱 강조한다. 얼굴을 가로지르는 극적인 팔 동작과 인체의 콘트라포스토는 그의 이전 작품에서 그대로 이어진 것이다... 비너스는 화면 전면을 차지하고 있다. 그녀의 머리카락은 짙게 표현되어 매혹과 순수함이 더해졌다”고 썼다. 마치 관객이 자연 속에 안긴 여신의 한 순간을 몰래 엿보는 듯한 인상을 준다. 그녀는 자신을 둘러싼 자연의 일부이며, 관객은 그 장면을 엿볼 수 있는 특권을 얻은 것이다. 카바넬은 신화적 미인을 매우 매혹적으로 그려, 제작 당시 관람객들의 취향에 부응하는 작품을 만들어냈다. 살롱 이후 다음과 같은 평가가 이어졌다: “그의 짙은 눈동자를 가진 여주인공들은 얇은 붓터치와 부드러운 색조로 그려졌으며, 양쪽 대서양(유럽과 미국) 모두에서 인기를 얻었다.”
시간이 지나면서 카바넬은 자신만의 대표적 화풍을 확립해 나갔다. 디테일에 대한 그의 집착은 19세기 내내 그를 인기 있게 만들었다. 카바넬은 에콜 데 보자르에서 화가 프랑수아에두아르 피코에게 배웠다. 그는 스승 밑에서 수학한 뒤 1843년 처음 살롱에 참가했고, 1845년 로마 대상에서 2등을 수상했다. “이후 루브르 박물관의 드로잉 캐비닛 천장화 등 대규모 장식 프로젝트를 다수 맡으며, 그의 호화로운 표현 기법이 발휘되었다.” 초기에는 신화화를 통해 명성을 얻었지만, 카바넬은 유럽과 해외에서 초상화 화가로서도 명성을 쌓았다. “여성 초상화가로 칭송받았던 그는 특히 미국 여성들의 초상을 그리는 데 재능이 있다고 평가받았다.”
카바넬의 초상화는 매우 인기 있는 작품이었다. 그는 황제 나폴레옹 3세가 애호한 초상화가였으며, 프랑스 밖으로 나가 초상화 의뢰를 받는 것을 거부하기도 했다. 이로 인해 미국 상류층 인사들은 그를 위해 파리로 와야 했다. “카바넬은 자신의 모델들에게 품위와 세련됨을 부여하고, 귀족적인 매력을 더하는 능력이 있었다.” C.H. 스트래너핸(C.H. Stranahan)은 그의 사망 직전 카바넬의 화풍에 대해 이렇게 요약했다: “…그는 여성에게 매력적인 모든 우아함을 마스터한 화가다. 인간의 얼굴을 섬세하게 읽어내는 능력이 탁월하고, 손의 표현에 대한 지식과 솜씨가 뛰어나 표정 위에 신비로움과 부드러운 불명확성을 덧입힌다.”
1889년 그가 사망했을 때, “당시 신문과 잡지들은 관대한 헌사로 그를 추모했다.” 한 기사에서는 그를 “웅대한 양식의 가장 뛰어난 화가”라고 칭하며, “카바넬의 자유로운 교육 방식에 대해 모두가 언급했다”고 전해진다.

## 참고 문헌
- "CABANEL, Alexandre." Benezit Dictionary of Artists (. "The Fine Arts." The Critic: A Weekly Review of Literature and the Arts (1886-1898) no. 266 (2 Feb 1889): 56.
- Hart, Charles Henry (1880), “The Public and Private Collections of the United States. II. the Collection of Mr. Henry C. Gibson, Philadelphia. First Article”, 《The American Art Review》 1 (6): 231–235, doi:10.2307/20559636, JSTOR 20559656
- Kern, Stephen (1996), 《Eyes of Love: The Gaze in English and French Paintings and Novels 1840-1900》, Reaktion Books, Art & Art Instruction, ISBN 0-948462-83-3
- Newberry, Jenna Marie (2011). 《Venus Anadyomene: The Mythological Symbolism from Antiquity to the 19th Century》 (학위논문). University of Wisconsin – Superior.
- Rosenblum, Robert (1989). Paintings in the Musée d'Orsay. New York: Stewart, Tabori & Chang. ISBN 1-55670-099-7
- Rubin, James H. (1999), 《Impressionism》, London: Phaidon Press Limited
- Whiteley, Jon. "Cabanel, Alexandre." Grove Art Online
- Zalewski, Leanne (2005), “Alexandre Cabanel's Portraits of the American 'Aristocracy' of the Early Gilded Age”, 《Nineteenth-Century Art Worldwide》 4 (1)
- Zalewski, Leanne M. (2009). 《The Golden Age of French Academic Painting in America, 1867–1893》 (학위논문). City University of New York.